# NGC 5887
NGC 5887 في الفهرس العام الجديد، هي مجرة، تقع في كوكبة الحية. اكتشفت في 9 يونيو 1880 بواسطة إدوارد ستيفان.

## روابط خارجية
- NGC 5887 على موقع ويكي سكاي: DSS2, SDSS, GALEX, IRAS, Hydrogen α, X-Ray, Astrophoto, Sky Map, Articles and images